# Gorham Getchell
Charles Gorham Getchell, detto Bud (Abington, 14 agosto 1920 – Manhattan Beach, 7 luglio 1980), è stato un cestista, allenatore di pallacanestro e giocatore di football americano statunitense, professionista nella BAA, nella ABL e nella AACF.

## Palmarès
- Campione ABL (1947)